# Leichtathletik-Europameisterschaften 1990/50 km Gehen der Männer
Das 50-km-Gehen der Männer bei den Leichtathletik-Europameisterschaften 1990 wurde am 31. August 1990 in den Straßen Splits ausgetragen.
In diesem Wettbewerb errangen die Geher der DDR mit Silber und Bronze zwei Medaillen. Europameister wurde der Inhaber der Weltbestzeit Andrei Perlow aus der Sowjetunion. Silber ging an Bernd Gummelt. Der Olympiasieger von 1980, Olympiadritte von 1988, Weltmeister von 1987 und Titelverteidiger Hartwig Gauder kam auf den dritten Platz.

## Bestehende Rekorde / Bestleistungen
Anmerkung:

Rekorde wurden damals im Marathonlauf und Straßengehen wegen der unterschiedlichen Streckenbeschaffenheiten mit Ausnahme von Meisterschaftsrekorden nicht geführt.
| Weltbestzeit         | 3:37:41 h | Andrei Perlow  | Leningrad (heute St. Petersburg), Sowjetunion (heute Russland) | 5. August 1989  |
| Europabestzeit       | 3:37:41 h | Andrei Perlow  | Leningrad (heute St. Petersburg), Sowjetunion (heute Russland) | 5. August 1989  |
| Meisterschaftsrekord | 3:40:55 h | Hartwig Gauder | EM in Stuttgart, BR Deutschland                                | 31. August 1986 |

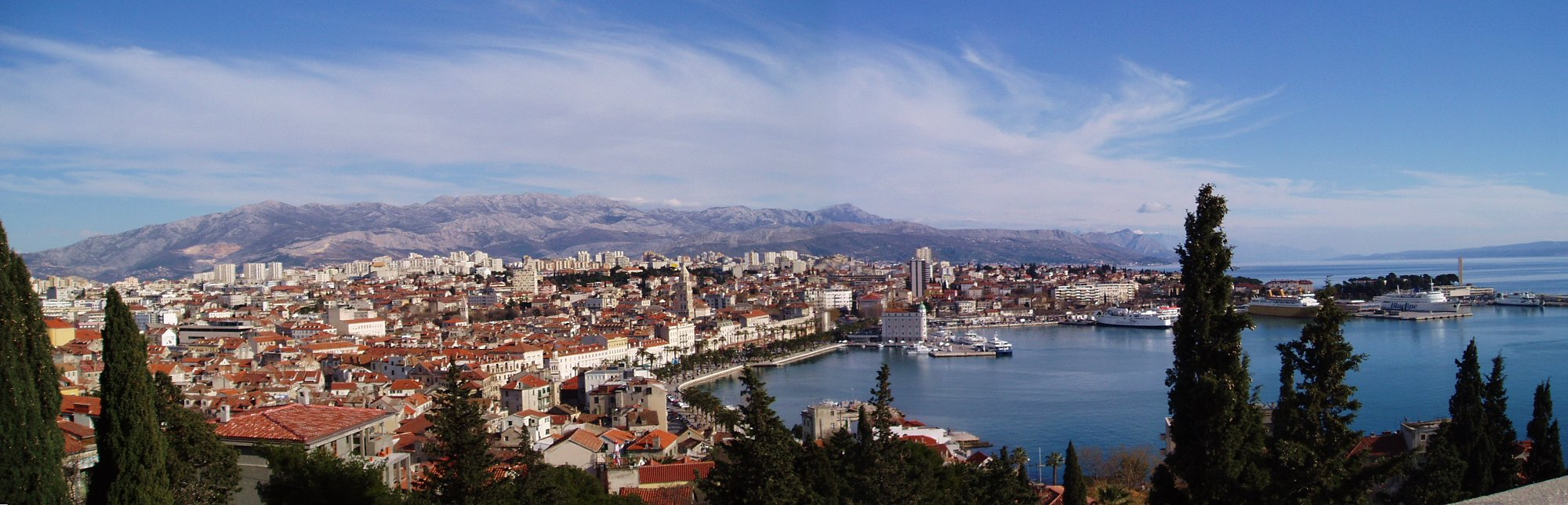
Panoramablick auf Split im Jahr 2006

Der bestehende EM-Rekord wurde bei diesen Europameisterschaften nicht erreicht. Mit seiner Siegerzeit von 3:54:36 h blieb der sowjetische Europameister Andrei Perlow 13:41 min über dem Rekord. Zur Welt- und Europabestzeit fehlten ihm 16:55 min.

## Durchführung
Hier gab es keine Vorrunde, alle 31 Geher traten gemeinsam zum Finale an.

## Ergebnis

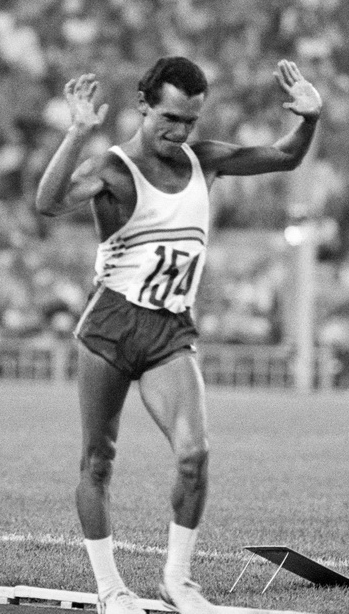
Der Europameister von 1978 und Olympiazweite von 1980 Jorge Llopart kam hier nicht ins Ziel

31. August 1990
| Platz | Name                   | Nation           | Zeit (h) |
| ----- | ---------------------- | ---------------- | -------- |
| 1     | Andrei Perlow          | Sowjetunion      | 3:54:36  |
| 2     | Bernd Gummelt          | DDR              | 3:56:33  |
| 3     | Hartwig Gauder         | DDR              | 4:00:48  |
| 4     | Basilio Labrador       | Spanien          | 4:02:05  |
| 5     | José Marín             | Spanien          | 4:02:53  |
| 6     | Valentin Kononen       | Finnland         | 4:03:07  |
| 7     | Giovanni Perricelli    | Italien          | 4:03:36  |
| 8     | Sandro Bellucci        | Italien          | 4:03:46  |
| 9     | Ronald Weigel          | DDR              | 4:04:36  |
| 10    | Martial Fesselier      | Frankreich       | 4:05:18  |
| 11    | Les Morton             | Großbritannien   | 4:05:28  |
| 12    | René Piller            | Frankreich       | 4:05:39  |
| 13    | László Sator           | Ungarn           | 4:09:46  |
| 14    | Zóltan Czukor          | Ungarn           | 4:16:20  |
| 15    | Volkmar Scholz         | BR Deutschland   | 4:18:52  |
| DNF   | Jorge Llopart          | Spanien          |          |
| DNF   | Jaroslav Makovec       | Tschechoslowakei |          |
| DNF   | Hubert Sonnek          | Tschechoslowakei |          |
| DNF   | Stefan Johansson       | Schweden         |          |
| DNF   | Godfried De Jonckheere | Belgien          |          |
| DNF   | Sándor Urbanik         | Ungarn           |          |
| DNF   | Maurizio Damilano      | Italien          |          |
| DNF   | Paul Blagg             | Großbritannien   |          |
| DNF   | Kari Ahonen            | Finnland         |          |
| DNF   | Alain Lemercier        | Frankreich       |          |
| DNF   | José Pinto             | Portugal         |          |
| DNF   | Darrell Stone          | Großbritannien   |          |
| DSQ   | Bo Gustafsson          | Schweden         |          |
| DSQ   | Pavol Szikora          | Tschechoslowakei |          |
| DSQ   | Andrei Plotnikow       | Sowjetunion      |          |
| DSQ   | Aljaksandr Pataschou   | Sowjetunion      |          |

## Videolink
- 3136 European Track & Field 1990 50km Walk Men, www.youtube.com, abgerufen am 22. Dezember 2022